# Симоненко Андрій Анатолійович
Андрій Анатолійович Симоненко (26 квітня 1978, с. Лосятин, Київська область — 6 червня 2022, біля с. Ольгівське, Запорізька область, Україна) — український учитель, підприємець, військовослужбовець, солдат Збройних сил України, учасник російсько-української війни.

## Життєпис
Андрій Симоненко народився 26 квітня 1978 року в селі Лосятині Васильківського району (тепер Білоцерківський) на Київщині.
Працював підприємцем (мав меблеву фірму), учителем історії в одній зі шкіл.
З початком російського вторгнення в Україну 2022 року пішов добровольцем на фронт, де служив стрільцем та військовим водієм 16-го окремого мотопіхотного батальйону «Полтава» (м. Глухів). Загинув 6 червня 2022 року під час виконання бойового завдання біля с. Ольгівське на Запоріжжі.